# Baro (Matangkuli)
Baro is een bestuurslaag in het regentschap Aceh Utara van de provincie Atjeh, Indonesië. Baro telt 307 inwoners (volkstelling 2010).